# Combretum alatum
Combretum alatum är en tvåhjärtbladig växtart som beskrevs av William Grant Craib. Combretum alatum ingår i släktet Combretum och familjen Combretaceae. Inga underarter finns listade i Catalogue of Life.